# Kellinghusenstraße
Kellinghusenstraße – stacja węzłowa metra hamburskiego na linii U1 i U3. Dziennie przez stację przewija się około 60 000 osób. Stacja została otwarta 10 maja 1912.

## Położenie
Kellinghusenstraße jest stacją węzłową linii metra U1 i U3 w dzielnicy Eppendorf, na Kellinghusenstraße. Stacja znajduje się na nasypie kolejowym i posiada 2 perony wyspowe. Pociągi obu linii zatrzymują się w tym samym kierunku na tym samym peronie. W tym przypadku wewnętrzne tory należą do linii U1, natomiast zewnętrzne do linii U3. Istnieje bezpośrednie przejście pomiędzy dwoma peronami. Na południe od stacji jest kilka bocznic. Dziś są one wykorzystywane głównie w przypadku awarii, aby włączyć uszkodzony pociąg.
Dwa perony są połączone ze sobą na obu końcach. Na południowym krańcu jest przeszklona kładka, która została zaprojektowana przez Waltera Puritza. Na końcu północnym perony są połączone przejściem podziemnym.